# Opius subversivus
Opius subversivus är en stekelart som beskrevs av Fischer 1965. Opius subversivus ingår i släktet Opius och familjen bracksteklar. Inga underarter finns listade i Catalogue of Life.